# Qoo

Qooのロゴ

Qoo（クー）は日本コカ・コーラ社の果汁入り清涼飲料水、および炭酸飲料（後述するアンバサ サワーホワイトのみ）の商標、そのパッケージに描かれたキャラクターの名前。Qooという名前の不思議なキャラクターが飲んだあと「クーッ!」と発するCMで人気になる。

## 概要
1999年に、かつて出されていた果物風味の清涼飲料水、HI-Cの後継商品として日本で誕生し（2021年現在、HI-Cはみちのくコカ・コーラエリア〈青森県・岩手県・秋田県〉専売の300mlリキャップ缶入りのオレンジ・アップル、および全国の飲食店向け200ml瓶入りのオレンジのみ継続）、現在では東アジア・東南アジアの各地、ヨーロッパでもドイツで販売されている。名称の由来は、大人がビールを飲み干して発する感嘆詞「クーッ」からであり、子どもも飲んで発してみたくなるような飲み物というコンセプト。
2009年に、Qooは誕生10周年を迎えた。2012年9月のリニューアル時に同社が展開する果実飲料ブランド「ミニッツメイド」の傘下に入り（サブブランド化）、「ミニッツメイド Qoo」となったが、2017年9月のリニューアル時には「ミニッツメイド」ブランドから独立し、単独ブランドに戻った。2022年3月のリニューアルでは再び「ミニッツメイド Qoo」ブランドの扱いとなっている。

## キャラクター
Qooのキャラクターデザインは「でこぼこフレンズ」や「ルミネのルミ姉」でも知られる丸山もも子。アニメーションは小原秀一。

### クー(Qoo)
- 出身：不明。ある日森からあらわれて以来、やさしいお父さんとお母さんに育てられているらしい。一人っ子?!
- 年齢：人間でいうと7〜10歳くらいといううわさ（幼稚園、小学校には通っていない）
- 血液型：？
- 性別：男の子
- 身長：背伸びしてテーブルの上がやっとみえるくらい
- 体重：パイナップル3個分
- 身体の特徴：触ると人間よりちょっとあたたかい。眠るとさらにあたたかくなる。肌はスウェードのような、なめらかな感触。「つの」は柔らかいが、自分の意志で動かすことができる。
- 好きなもの：お風呂・おいしい飲み物・やさしい子供
- 嫌いなもの：いじわるな子供
- 特徴：「クー」が語尾に付く。一人称は「ボク」。Qooを飲むとほっぺたの色が大きくなる。
- 性格：大人のマネをして、いつも背伸びしがち。物事は何にでもこだわりを持って取り組む。おっとりして見えるが結構ナルシスト。
- 特技：ダンス。本人曰く「ボクは相当自信があるけど、他人からみるとクネクネとなにやらあやしい動きだクー」。
- お友達：「フレンズ」（人間以外の生き物ともコミュニケーションできる）
- よく遊びに行く所：公園

### フレンズ
2004年6月から、なぞクー登場。
2006年2月6日から、リニューアル。とってもオレンジ、とってもアップルが登場。それに先立ち、1月27日から、クー＆フレンズのキャンペーン開始。ペコリンチョ グー、オットリ ポー、キュートナ ミュー、アッチコッチ ベー、ナルホード フムの５人。
ペコリンチョグー
黄緑色のボディに大きな鼻が特徴で、腹部にオレンジのポケットがついた肥満体の男の子。クー&フレンズの中では身長が一番低い。
いまどきの遊びをよく知っている。そのため、機械系にも詳しい。一方で、身体能力は低い（しかし、ちゃんと食べよう体操では普通に踊っている）。クーにびみょ～なライバル心をもっている。流行に敏感なヤツ。
食いしん坊でもあり、大きな自分専用ジョッキをクーの家に持って行ったり、大きなドーナツを遠足に持って来たりしていた。
「グー」としか話さない。
オットーリポー
緑のポケットが腹部についたウサギのような耳が特徴の黄色いボディの男の子。クー&フレンズの中では2番目に背が高い。
とってもおっとりして、やさしい。クーとともだちになりたがっている。でも、チャンスがない。ただし、怒ると怖い。
自分が頼りないことで悩んでいる。あがり症（しかし、ちゃんと食べよう体操では普通に踊っている）。
しゃべる言葉は「ポー」。
キュートナミュー
ピンク色のボディに頭部に紫の花がついており、マゼンタのワンピースを着た女の子。クー&フレンズの中では4番目に背が高い。
クーがはじめて恋をしてしまう。かわいらしいけど、ほんとうは気がつよく、武道も得意。クー&フレンズの紅一点。
しゃべる言葉は「ミュー」。
アッチコッチベー
体の色は黄緑色だが、長い頭のてっぺんは紫色で、ネックレスが特徴の男の子。クー&フレンズの中では1番背が高い。
自然が大好きな、げんきな子。クーに似てちょっとドジなところがある。クーとは親友（本人曰く）。
クー&フレンズの兄貴分であり、面倒見が良い一面も。弟と妹（この二人は双子）がいる。
アウトドア派であり、身体能力は高い。
しゃべる言葉は「ベー」。
ナルホードフム
眼鏡をかけているオレンジ色のボディの男の子。クー&フレンズの中では3番目に背が高い。
クーと違ってりくつ好き。「フム、フム」ってうなずきながら、よく調べものをする。
人の話を聞いていなかったり、世間知らずなところも。物事に集中すると、周りが見えなくなってしまうことも。
インドア派でペコリンチョグー同様、身体能力は低い（ちゃんと食べよう体操は例外で、動画を見る限りではクーや他のフレンズに遅れることなく踊れていた）。
「フム、フム」と言いながら調べ物をする。

## Qooのフレーバー
- オレンジ→オレンジどーぞ→とってもオレンジ→とってもヘルシーオレンジ→わくわくオレンジ→みかん→オレンジ
- アップル↔さわやかりんご→アップルどーぞ→とってもアップル→とってもヘルシーアップル→わくわくアップル→りんご
- 白ぶどう→マスカット・グレープ→わくわく白ぶどう→白ぶどう
- ぷるんぷるんQoo
  - マスカット味
  - ピーチ味→もも味
  - すりおろしりんご味→アップル&マンゴー味→マンゴー&アップル味→りんご味
  - オレンジ味→みかん味
  - ぶどう味→グレープ味→ぶどう味
- マクドナルドではとっても白ぶどう→すっきり白ぶどうが販売されている。
- アンバサ サワーホワイト - 2021年よりQooブランドに合流した。

海外には、ドラゴンフルーツなど、日本にはないフレーバーのものも販売されている。

### 過去に販売されていたフレーバー
- ぶどう→とってもグレープ→とってもヘルシーグレープ→わくわくグレープ→ぶどう
- マンゴー・オレンジ
- みかんのじかん→みかんの季節
- ウキウキキウイ
- グレープフルーツブレンド
- パイナップル
- もりもりくだもの
- はちレモ
- アセロラレモン
- はちみつカリン
- すもももも水
- 白ぶどう&レモン
- ホワイトレモネード
- ピーチ→とってもピーチ→とってもヘルシーピーチ→わくわくピーチ→もも
- バナナミルクセーキ
- マロンミルクセーキ
- ココアミルクセーキ
- いちごオレ
- マスカット・オレ
- フルーツ・オレ→ミックス・オレ→いろいろくだものオレ
- ホワイト→みんなで白クー→ホワイトウォーター
- やさいのめたよ
- はちみつレモン味
- パッションフルーツ

## その他
- 2001年4月2日から同年の9月28日までは、テレビ東京系列で放送されている子供向けバラエティ番組「おはスタ」内にて、Qooが世界のダンスを披露するという内容のコーナーアニメ「レッツ★クー★ダンス」が全26回放送された。
- 韓国では韓国のゲーム開発社ジョイオンがコカ・コーラとゲーム開発の提携を締結し、Qooキャラクターを主人公に開発した非売品のPC版ゲームである「내친구 쿠우-」（日：私の友達クー）が2002年にコカ・コーラコリアのホームページで開催されたイベントに参加して当たった者たちに与えられた[4][5]。